# Myśliniec
Myśliniec – osada leśna w Polsce położona w województwie warmińsko-mazurskim, w powiecie elbląskim, w gminie Młynary. Osada znajduje się w historycznym regionie Warmia.
W latach 1975–1998 miejscowość administracyjnie należała do województwa elbląskiego.